# آني جياج
آني روث جياج (بالإنجليزية: Annie Ruth Jiagge)‏ (ني بايتا من مواليد 7 أكتوبر/ تشرين الأوّل من عام 1918 وتوفّيت في 12 يونيو/ حزيران 1996)، نُعرف أيضاً باسم آني بايتا جياج، هي محاميّة غانيّة، وقاضية، وناشطة في مجال حقوق المرأة، وهي أوّل محاميّة غانيّة، وأوّل قاضية في غانا وفي دول رابطة الشعوب البريطانيّة (دول الكومنولث). كانت جياج المعدّة الرئيسيّة لنصّ إعلان القضاء على التمييز ضدّ المرأة، ومؤسِّسة مشاركة للمنظّمة التي أصبحت فيما بعد تُعرف باسم منظّمة الأعمال المصرفيّة العالميّة للمرأة.

## الحياة المبكّرة والتعليم
ولدت آني روث جياج في 7 أوكتوبر/ تشرين الأوّل من عام 1918 في مدينة لومي عاصمة توغو الفرنسيّة، لأبوين يعملان كمعلّمي مدرسة، هما هينرييتا بايتا، وكاهن الكنيسة المشيخيّة البروتستانتيّة روبرت دومينغو بايتا. وتُعتبر عائلة جياج «بايتا» من العائلات المرموقة في بلادها. كانت آني تنتمي إلى جماعة الإوي العرقيّة المتواجدة في جنوبي غانا وتوغو. آني هي واحدة من 8 أبناء استطاع منهم 4 فقط النجاة والوصول إلى عمر المراهقة، وهم آني، وكريستينان، وليلي، وويليام. كان شقيق آني كريستيان بايتا أكاديميّاً، وكاهناً في الكنيسة المشيخيّة البروتستانتيّة، انتُخب كموظّف في المجمع الكنسي للكنيسة المشيخيّة الإنجيليّة بين عاميّ 1945 و1949، وساعد في تأسيس جامعة غانا في ليون في عام 1948. أراد والدا جياج أن تحصل ابنتهما على تعليم إنكليزيّ. عاشت آني مع جدّتها من أمّها في مدينة كيتا الساحليّة (التي أصبحت فيما بعد جزءاً من توغو البريطانيّة).
ارتادت بايتا كلّيّة أشيموتا وحصلت على شهادة البكالوريوس في التدريس في عام 1937، وعملت بين عامي 1940 و1946 كناظرة ومعلّمة في المدرسة المشيخيّة الأنجيليّة للبنات. بعد حادثة انجراف أبنية المدرسة الأنجيليّة في المحيط -التي وقعت في عام -1940 انتقل دوام الطالبات إلى المدرسة المشيخيّة الأنجيليّة للذكور، وأصبحت بذلك المدرسة مكتظّة بالطلّاب، كانت بايتا تدرك أنّ الحصول على تمويل لبناء أبنية جديدة هو أمر في غاية الصعوبة، لذلك فقد توجّهت إلى كورال الكنيسة المشيخيّة الأنجيليّة وحوّلته إلى فرقة مسرحيّة أدّت عروضاً للمسرحيّة الغنائيّة الذي ألّفها جورج ف رول والتي حملت عنوان «ديفيد، الفتى الراعي». حقّقت عروض هذه المسرحيّة نجاحاً كبيراً، وتمّت دعوة الفرقة لآداء هذه المسرحيّة في كبرى مدن مستعمرة جولد كوست وفي توغو. استطاعت بايتا من خلال هذه العروض جمع تبرّعات لبناء مدرسة جديدة للبنات، وهو ما حصل بحلول شهر ديسمبر/ كانون الأوّل من عام 1945.

## دراساتها في لندن
كان عمل آني في المدرسة المشيخيّة الأنجيليّة للبنات كافياً بالنسبة لها ولكنّه كان مرهقاً. اجتازت جياج امتحانات القبول في جامعة لندن في عام 1945. أجرى شقيقها الأكبر كريستيان تحرّيات عن جامعة لندن بالنيابة عن شقيقته، وساعدتها والدتها في تحصيل قروضٍ مضمونة لإكمال دراستها. قُبلت جياج في كلّيّة لندن للاقتصاد والعلوم السياسيّة في عام 1946، وتعرّضت خلال سنتها الأولى إلى محاولات من زملائها الذكور القادمين من جولد كوست لإقناعها في التخلّي عن اختصاصها هذا لأنّه صعب جدّاً بالنسبة للنساء –على حدّ زعمهم- حتّى أنّ أحدهم اقترح عليها تأمين وظيفة لها لتعمل كمصمّمة أزياء في أكاديميّة باريس، تمثّل ردّ جياج على هذه النصائح في إخبار زملائها بأنّها ستعود إلى جولد كوست في حال رسوبها في الامتحان الأوّل، تمكّنت آني من اجتياز هذا الامتحان، ولم تعد تتلقّ هذا النوع من الإزعاجات من الرجال. حصلت آني على شهادة البكالوريوس في القانون في عام 1949، وتمّ قبولها في هيئة المحامين في جمعيّة معالي لنكولن في السنة التالية. شاركت بايتا في العمل الاجتماعي والدينيّ في لندن خلال أوقات فراغها، وعملت مع معسكرات الشباب المنظّمة من قبل جمعيّة النساء الشابّات المسيحيّات العالميّة الخيريّة (YWCA)، وتمّ انتخابها كعضو في اللجنة التنفيذيّة لهذه الجمعيّة خلال السنة الأخيرة لحياتها الجامعيّة.

## العمل القانوني والنشاط في مجال حقوق المرأة والإرث
أسّست بايتا بعد عودتها إلى غولد كوست في عام 1950مكتباً خاصّاً، وقادت تحرّكات تهدف لتأسيس فرع محلّي لجمعيّة للنساء الشابّات المسيحيّات في المستعمرة، وقامت بإنتاج فيلم وثائقي في إطار السعي إلى تثقيف العامّة حول هذه الجمعيّة. تزوّجت بايتا من فريد جياج في 10 يناير/ كانون الثاني من عام 1953. تنازلت آني عن كرسيّها في هيئة المحامين في جمعيّة معالي لنكولن وأصبحت قاضية حكم في شهر يونيو/ حزيران من عام 1953. بدأت في عام 1954 بحضور مؤتمرات مجلس الكنائس العالميّ بشكل منتظم. شغلت بين عامي 1955 و1960 منصب رئيس جمعيّة النساء الشابّات المسيحيّات. تبنّت آني جياج مع زوجها في عام 1959 طفلاً اسمه رينولد. وأصبحت في عام 1959 قاضية في المحاكم الدوريّة.
بعد تعلّمها ما يتعلّق بالنساء الشابّات اللاتي تعرّضن للاغتصاب بعد وصولهم من الريف إلى العاصمة الغانيّة أكرا لإجراء مقابلة عمل، طلبت جياج المساعدة الحكوميّة لتأمين أماكن إقامة للنساء الزائرات. أمّنت جياج مقابلة مع الرئيس الغاني كويم نكروما وتمكّنت من إقناعه بأهمّيّة المشروع. تزعّمت جياج حملة ناجحة في عام 1961 جمعت من خلالها أموالاً طائلة سخّرتها للسكن الخاصّ بجمعيّة النساء الشابّات المسيحيّات. أصبحت جياج أيضاً في نفس السنة قاضيةً في محكمة العدل العليا. شغلت بايتا منصب عضوٍ في مجلس جامعة غانا. عيّنت في عام 1962  لتمثّل دولة غانا في لجنة الأمم المتّحدة المعنيّة بوضع المرأة، وطُلب منها في عام 1966 أن تترأّس اللجنة للتحقيق في ممتلكات كبار الموظّفين العموميّين والقادة السياسيّين المُعيّنين. ناصرت جياج قضايا حقوق المرأة من خلال عملها في الأمم المتّحدة حيث مثّلت بلدها غانا خلال عام 1972. انتُخبت بايتا في عام 1966 كمقرّرة للّجنة. كُلّفت اللجنة في عام 1967 –أثناء اجتماع في إيران– بإعداد وثيقة حول زوال التمييز ضدّ المرأة، فغادرت إيران بسبب قلقلها من عدم الانتهاء من صياغة مسودّة الوثيقة في الوقت المطلوب، اجتمعت بايتا مع أفرادٍ من فريقها –إحداهنّ كانت الأميرة الإيرانيّة أشرف بهلوي– وأنهت مسودّة الوثيقة في ليلة واحدة، وأرسلتها إلى الدول الأعضاء في الأمم المتّحدة للتعليق عليها، وتمّ اعتمادها فيما بعد. اعتُبر هذا الإعلان باكورة اتّفاقيّة «القضاء على جميع أشكال التمييز ضدّ المرأة» الملزمة. تمّ انتخاب جياج في عام 1968 لتترأس الدورة الحادية والعشرين للّجنة.
حصلت جياج على الميداليّة الكبرى في غانا، وحصلت أيضاً في عام 1969على جائزة جيمبلز العالميّة للعمل الإنساني. عُيّنت قاضيةً في مكمة الاستئناف (المحكمة العليا في غانا) في نفس السنة، وكانت أوّل امرأة قاضية في محكمة الاستئناف. حصلت جياج على درجة بكالوريوس فخريّة في الحقوق من جامعة غانا في عام 1974. وفي عام 1975 أسّست مجلس غانا الوطنيّ للمرأة والتنمية، وكانت أوّل رئيسٍ لها. قامت جياج –بصفتها رئيسة للمجلس– بعقد اجتماعٍ لنساء غانا لمعرفة وجهات نظرهم في المواضيع الرئيسيّة التي قام عليها المؤتمر العالميّ للمرأة في عام 1975 في المكسيك وهي المساواة، والتنمية، والسلام، وقادت جياج وفد غانا إلى المؤتمر.